# Österreichische Freiheitsbewegung
Österreichische Freiheitsbewegung ist der Name von zwei katholisch-konservativen Widerstandsgruppen gegen den Nationalsozialismus in Österreich, die 1940 eine Vereinigung anstrebten.

## Die Österreichische Freiheitsbewegung von Roman Karl Scholz
Bereits im Herbst 1938 gründete der Augustiner-Chorherr Roman Karl Scholz gemeinsam mit seinem Freund Viktor Reimann eine Widerstandsgruppe. Die zunächst Deutsche Freiheitsbewegung genannte Gruppe bildete sich zu einem großen Teil aus Schülern und Studenten von Scholz. Ab Herbst 1939 bezeichnete sie sich als Österreichische Freiheitsbewegung. Auf einer früheren Reise nach England hatte Scholz dort politische Verbindungen knüpfen können. An diese Kontakte schickte er nach dem „Anschluss Österreichs“ laufend Berichte über die Lage in Österreich und die Tätigkeiten des Widerstands, die er von seinem Mitarbeiter Rüdiger Engerth ins Englische übersetzten ließ.
Die Vernetzung seiner Widerstandsgruppe breitete sich von Wien ausgehend auch nach Niederösterreich, Oberösterreich und Tirol aus. Ein „Exekutivkomitee“ wurde gebildet, dem neben Scholz und Reimann Hanns Georg Heintschel-Heinegg, Gerhard Fischer-Ledenice, Hans Zimmerl und Luise Kanitz als Leiterin der Frauengruppe angehörten. 1939 stieß hier auch der Gestapo-Spitzel Otto Hartmann dazu. Während Hartmann Terroranschläge und Attentate befürwortete, was außer ihm nur Zimmerl befürwortete, verfolgte die Mehrheit eine vorsichtigere Strategie: Man wollte viele kleine Gruppen zu je 30 Mann (sogenannte „Reihen“) schaffen, die wiederum in Dreieruntergruppen gegliedert werden sollten. Dadurch sollte ein weites Netz über ganz Österreich gespannt werden.
Die Größe der ganzen Bewegung wird auf etwa 100–400 Personen geschätzt. Die „Schulungskurse“ für die Leiter der Reihen wurden in der Wohnung der Eltern Heintschel-Heineggs in der Wiener Prinz-Eugen-Straße durchgeführt.
Auch der Spitzel Kurt Koppel nahm 1939 an verschiedenen Besprechungen der Gruppe um Scholz teil, er sollte die Verbindungen der Gruppe zu britischen und französischen Botschaften in der Slowakei und in Ungarn überwachen und nach Möglichkeit den Inhalt dieser Kommunikation auskundschaften.
Im Frühjahr 1940 führte Zimmerl eine besonders aktive Aktionsgruppe an, die Flugzettel herstellte und verteilte.
Im April 1940 konnten über einen Kurier, den Studenten Rudolf Strasser, Kontakte zur französischen Gesandtschaft in Budapest, und zu sowjetischen und amerikanischen Vertretern in Pressburg aufgenommen werden. Da der Spitzel Koppel in einer Pressburger Zweigstelle eines Verlags beschäftigt war, bot er Scholz an, bei der Übermittlung der Nachrichten zu helfen. Da Scholz darauf einging, hatte die Gestapo seither Zugriff auf diesen Informationsaustausch.

## Die Österreichische Freiheitsbewegung von Karl Lederer
Der aus „rassischen Gründen“ aus der Wiener Finanzprokuratur entlassene Jurist Karl Lederer wollte als fanatischer Anhänger eines selbständigen Österreich für dieses Ziel kämpfen. Schon im Sommer 1938 sammelte er einen Kreis von Personen um sich, denen es ähnlich ergangen war, oder die aufgrund ihrer Funktionen im Ständestaat unter den Nationalsozialisten benachteiligt wurden. Gemeinsam mit seinen Mitarbeitern Alfred Miegl und Rudolf Wallner gründete er eine Widerstandsgruppe, die er unabhängig von Scholz auch Österreichische Freiheitsbewegung nannte. Seine Gruppe brachte regelmäßig ein maschinengeschriebenes und dann abgezogenes Flugblatt heraus mit dem Titel „Was nicht im VB steht.“ Darin wurden kritische Nachrichten über Korruption der Nationalsozialisten und über den Fortgang des Krieges veröffentlicht. Diese Gruppe konzentrierte sich vor allem auf den Raum Wien und umfasste etwa 200–300 Personen. Sie war verschiedene spezifische Gruppen (Wehrtrupp, Frauen, Jugendliche etc.) gegliedert.

## Die gemeinsame Bewegung und Verrat
In den Jahren 1939 und 1940 kam es zu ersten Kontakten zwischen den beiden namensgleichen Gruppen. Dazu kam noch als dritte kooperierende Gruppe die Großösterreichische Freiheitsbewegung von Jacob Kastelic. Im April 1940 beschlossen die drei Gruppen, ihre Organisationen zu koordinieren. Aus Sicherheitsgründen wurde auf die Einrichtung einer zentralen Stelle verzichtet. Allerdings waren zu diesem Zeitpunkt bereits in alle drei Gruppen Konfidenten der Gestapo eingeschleust. Die gesamte Mitgliederanzahl dieser Gruppen wird auf etwa 1000 Personen geschätzt.

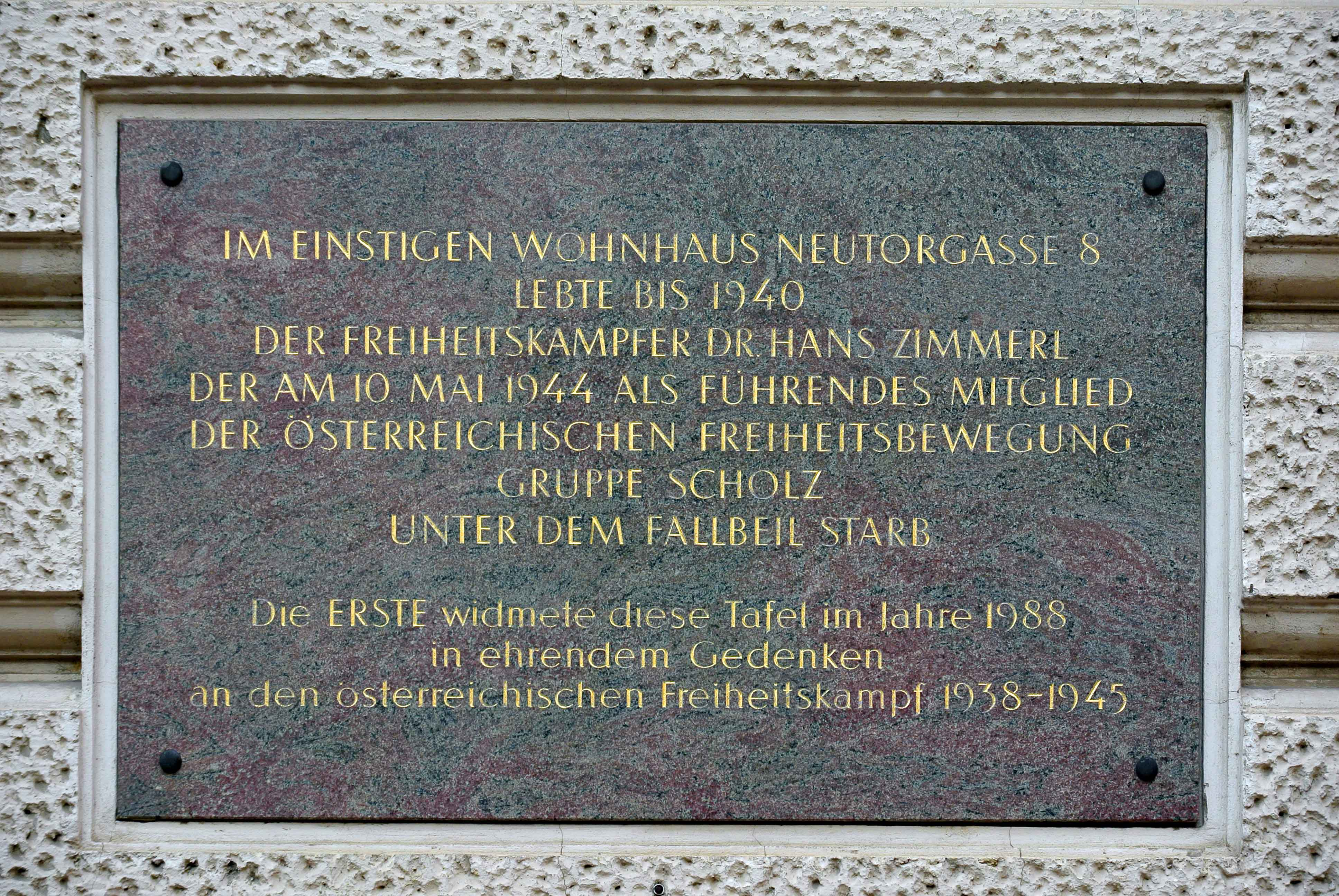
Gedenktafel Hans Zimmerl, in Wien, Innere Stadt, Neutorgasse 2

Wenige Monate nachdem man sich auf gemeinsames Vorgehen geeinigt hatte, wurden nach Verrat durch Hartmann am 22./23. Juli 1940 die führenden Funktionäre der drei Gruppen gleichzeitig festgenommen. Insgesamt wurden Ende Juli und Anfang August 143 Widerstandskämpfer festgenommen, weitere etwa 320 Verdächtige wurden einvernommen. Viele von diesen sollen nur deshalb nicht festgenommen worden sein, weil in den Gefängnissen kein Platz frei war. Im Winter 1940/41 erfolgte eine weitere Verhaftungswelle. 127 Personen wurden angeklagt, davon 94 Männer und 33 Frauen. Die drei Führer der Widerstandsbewegungen Scholz, Kastelic und Lederer wurden mit ihren engsten Mitarbeitern im März 1944 zum Tode verurteilt. Die Hinrichtungen erfolgten am 10. Mai (Lederer, Scholz, Zimmerl, Miegl und Wallner) und 2. August 1944 (Fischer-Ledenice, Heintschel-Heinegg, Kastelic und Loch). Zwei weitere zum Tode Verurteilte wurden begnadigt, ihre Strafen zu lebenslänglichen Freiheitsstrafen abgeändert. Neun zu Zuchthaus Verurteilte starben in der Haft.

## Belege
1. 1 2 3  Fritz Molden: Die Feuer in der Nacht. Amalthea, Wien / München 1988, ISBN 3-85002-262-5, S. 20–22.
2. ↑  Fritz Molden: Die Feuer in der Nacht. Amalthea, Wien / München 1988, ISBN 3-85002-262-5, S. 88–90.
3. 1 2  Fritz Molden: Die Feuer in der Nacht. Amalthea, Wien / München 1988, ISBN 3-85002-262-5, S. 91–93.